# 한국의 향토음식
한국에서의 향토음식 또는 향토요리는 1900년 중반까지는 고유한 특색이 있었으나 산업, 교통이 발달하여 다른 지방과의 왕래와 교역이 많아지고, 물적 교류와 인적 교류가 늘어나서 한 지방의 산물이나 식품이 한국 곳곳으로 퍼지게 되었다.

## 같이 보기
- 한국 요리